# Eugenio Manni
Eugenio Manni (Modena, 31 maggio 1910 – Fiumalbo, 14 settembre 1989) è stato uno storico italiano.

## Biografia
Laureato in lettere all'Università di Torino, si specializzò alla fine degli anni quaranta in storia antica, in particolare all'epoca greca e romana, e della storia di Sicilia nel periodo antecedente alle due epoche.
Dapprima insegnante di liceo, dal 1950 fino al termine della sua attività fu docente di storia antica all'Università di Palermo. Nel capoluogo siciliano fondò la rivista Kokalos. Studi pubblicati dall'Istituto di storia antica dell'Università di Palermo (1955), il Centro siciliano di studi storico-archeologici "Biagio Pace" (1957) e l'Istituto siciliano per la storia antica (1968).
Fu autore di numerose pubblicazioni, delle quali si ricordano principalmente Per la storia dei municipii fino alla guerra sociale del 1947, e Geografia fisica e politica della Sicilia antica del 1981.

## Pubblicazioni
- Romulus e parens patriae nell'ideologia politica e religiosa romana - Torino, Officina grafica elzeviriana (1934)
- Il Santo Miracolo di Cannobio. - Varallo Sesia, Capelli (1947)
- Per la storia dei municipii fino alla guerra sociale - Roma, Signorelli (1947)
- L'impero di Gallieno - Roma, Signorelli (1949)
- Demetrio Poliorcete - Roma, Signorelli (1951)
- La cupola del Sacro monte di Varallo Sesia: a ricordo dell'anno dell'Assunta 1950-1951 - Varallo Sesia, Capelli (1951)
- Le vite di Valeriano e di Gallieno - Palermo, Palumbo (1951)
- Introduzione allo studio della storia greca e romana - Palermo, Palumbo (1952)
- Plutarchi Vita Demetri Poliorcetis - Firenze, La Nuova Italia (1953)
- Sicelo e l'origine dei Siculi - Palermo, Flaccovio (1957)
- Sicilia ellenica - Vicenza, Edistampa (1962)
- Sicilia Pagana - Palermo, Flaccovio (1963) e Fondazione Famiglia Piccolo di Calanovella (2005)
- La Sicile à la veille de la colonisation grecque - Bordeaux, Féret et fils (1969; in francese)
- Lucio Sergio Catilina - Palermo, Palumbo (1969)
- I campanili della Valsesia: note di storia religiosa e artistica - Varallo Sesia, Capelli (1973)
- Roma e l'Italia nel Mediterraneo antico - Milano, Società editrice internazionale (1973)
- Mediterraneo antico - Palermo, Manfredi (1974)
- "Indigeni" e colonizzatori nella Sicilia preromana - Bucarest, Academiei (1976)
- Geografia, fisica e politica della Sicilia antica - Roma, Bretschneider (1981)
- Scritti Minori di Storia Antica della Sicilia e dell'Italia meridionale - Roma, Bretschneider (1990; postumo)